# بورت ي فلين (أنغلزي)
بورت ي فلين (بالإنجليزية: Porth-y-Felin)‏ هي منطقة سكنية تقع في ويلز في أنغلزي.